# 패트와 매트: 우당탕탕 크리스마스
《패트와 매트: 우당탕탕 크리스마스》(체코어: Pat a Mat: Zimní radovánky)은 2018년 공개된 체코의 애니메이션 영화이다.

## 줄거리
“안녕, 우린 패트와 매트야! 다 함께 크리스마스를 준비해 볼까?”
눈사람 만들기부터, 크리스마스 파티, 새해 인사까지!
겨울을 맞은 패트와 매트의 하루는 오늘도 우당탕탕!
하지만 어떤 문제든 뚝딱뚝딱 해결할 수 있으니 걱정 말아요!
환상의 콤비 패트와 매트가
톱으로 쓱싹쓱싹, 가위로 싹둑싹둑, 망치로 쿵쾅쿵쾅
뭐.든.지. 고쳐드립니다!